# Chiesa di Gesù di Nazareth
La chiesa di Gesù di Nazareth è una chiesa di Roma, a Verderocca nel quartiere Collatino, in via Igino Giordani.

## Storia
Essa fu costruita tra il 1987 ed il 1988 su progetto dell'architetto Angelo Polesello.
La chiesa è sede parrocchiale, istituita dal cardinale vicario Ugo Poletti il 1º ottobre 1983 e il cui primo parroco fu don Andrea Santoro morto assassinato in Turchia il 5 febbraio del 2006.
La chiesa fu visitata da papa Giovanni Paolo II il 15 marzo 1992.

## Descrizione

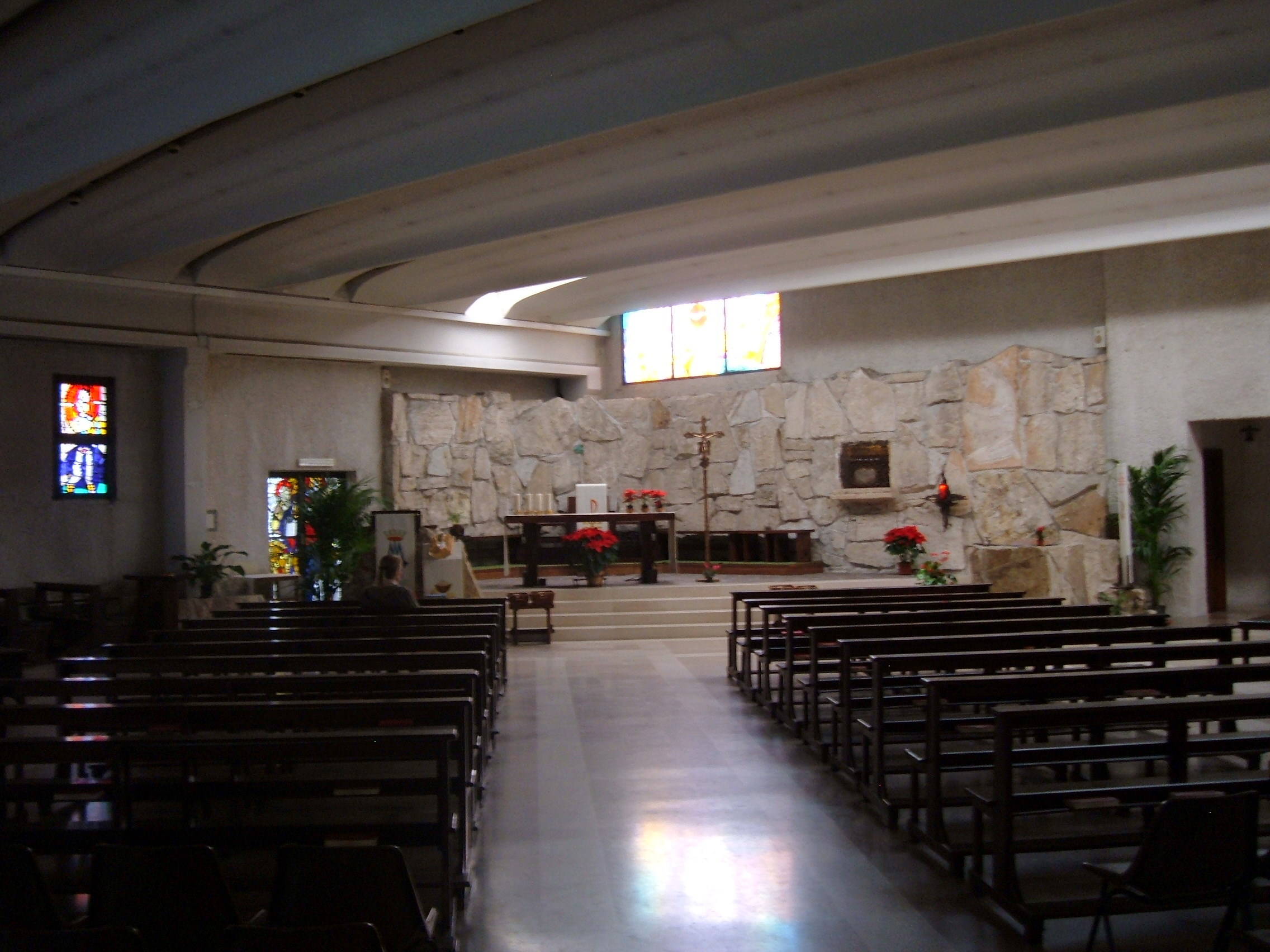
L'interno

La chiesa presenta lo stesso schema riscontrabile in altre chiese romane, come quella di Nostra Signora di Coromoto o quella di San Damaso al Gianicolense. Essa è infatti a pianta quadrata: in uno spigolo è posta l'entrata, mentre l'altare è situato nell'angolo opposto. Questa disposizione permette una totale visibilità dell'altare in qualunque punto della chiesa ci si trovi. La chiesa ospita una serie di icone moderne, realizzate seguendo i canoni antichi. L'altare maggiore si trova in posizione sopraelevata grazie ad una predella realizzata in pietre grezze. Fa da sfondo al presbiterio una vetrata policroma.